# Colletes niger
Colletes niger är en biart som beskrevs av Swenk 1904. Colletes niger ingår i släktet sidenbin, och familjen korttungebin. Inga underarter finns listade i Catalogue of Life.